# Come to the Well
| Críticas profissionais | Críticas profissionais |
| Avaliações da crítica  | Avaliações da crítica  |
| Fonte                  | Avaliação              |
| ---------------------- | ---------------------- |
| allmusic               | link                   |
| Jesus Freak Hideout    | link                   |

Come to the Well é o sexto álbum de estúdio da banda Casting Crowns, lançado em 18 de outubro de 2011.

## Faixas[2]
Todas as faixas por Mark Hall e Matthew West, exceto onde anotado.
1. "Courageous" — 3:59
2. "City On the Hill" — 4:09
3. "Jesus, Friend of Sinners" — 5:38
4. "Already There" (Hall, West, Herms) — 4:31
5. "The Well" — 4:55
6. "Spirit Wind" (Hall, Hoard) — 5:18
7. "Just Another Birthday" (Hall, Douglas) — 4:27
8. "Wedding Day" (Hall, Nordeman, Herms) — 4:25
9. "Angel" (Hall, West, Herms) — 3:44
10. "My Own Worst Enemy" — 3:29
11. "Face Down" (Cervantes, Byrd) — 3:37
12. "So Far to Find You" (Hall, Chapman) — 5:00
13. "Listen To Our Hearts" (bonus digital download) — 5:16

## Desempenho nas paradas musicais
| Parada musical (2011)                 | Posição |
| ------------------------------------- | ------- |
| Estados Unidos - Billboard 200        | 2       |
| Estados Unidos - Top Christian Albums | 1       |
| Estados Unidos - Top Digital Albums   | 2       |

## Créditos[2]
- Mark Hall — Vocal
- Hector Cervantes — Guitarra életrica
- Juan DeVevo — Guitarra acústica, guitarra életrica
- Chris Huffman — Baixo
- Megan Garrett — Piano, teclados, vocal de apoio
- Melody DeVevo — Violino, vocal de apoio
- Brian Scoggin — Bateria